# テリメネス
テリメネス（希：Θηριμένης、ラテン文字転記：Therimenes、?-紀元前412年もしくは紀元前411年）はペロポネソス戦争期のスパルタの将軍である。
紀元前412年の夏、イオニア方面で作戦を行っていたスパルタの提督アステュオコスへの援軍としてシケリア島（シュラクサイとセリヌス）とペロポネソスから共同で55隻の艦隊が送られ、テリメネスはそのうちペロポネソス艦隊を率いた。艦隊はミレトスの手前のレロス島、次いでイアソス湾に向かい、ミレトス領のテイキウッサからアテナイ軍がミレトス軍と戦っているミレトスの様子を探ろうとした。そこへアテナイを裏切ったアテナイ人アルキビアデスがやって来てすぐに援軍を送るよう求めてきた。そこで彼らは出発することになったが、これを警戒したアテナイの将軍プリュニコスの提案でアテナイ軍はミレトスからサモス島へと引き上げた。その翌日、ペロポネソス・シケリア連合艦隊はミレトスに入港し、次いでテイキウッサに戦備を取りに戻った。その時ペルシアの太守ティッサフェルネスが現れて反乱を起こしていた太守ピッストネスの息子アモルゲス討伐に一緒に行くよう誘ってきた。ペロポネソス・シケリア連合艦隊はそれを容れてイアソスに上陸してアモルゲスを捕らえ、彼をティッサペルネスに引き渡した。そして彼らはイアソスを略奪してアモルゲスに雇われていたペロポネソス人の傭兵を味方に引き入れた後、ミレトスに引き上げた。そしてそこへスパルタから将軍ペダリトスがキオス島の指揮官として派遣されてきたため、彼にアモルゲスの傭兵を渡してエリュトライまで送った。その年の冬までテリメネスはミレトスに留まり、やってきたアステュオコスはティッサペルネスとの同盟条約を更新した。その後、テリメネスは艦隊をアステュオコスに移譲した後、快速船でその地を去ったが、そのまま消息を絶った（おそらく海難事故か何かで死んだのであろう）。

## 註
1. ↑  トゥキュディデス, VIII. 26
2. ↑  トゥキュディデス, VIII. 27
3. ↑  トゥキュディデス, VIII. 28
4. ↑  トゥキュディデス, VIII. 36, 37
5. ↑  トゥキュディデス, VIII. 38